# ثمبا مگونی
ثمبا مگونی (انگلیسی: Themba Mnguni؛ زادهٔ ۱۶ دسامبر ۱۹۷۳) یک بازیکن فوتبال اهل آفریقای جنوبی است.
وی همچنین در تیم ملی فوتبال آفریقای جنوبی بازی کرده‌است.